# エステム住宅販売
株式会社エステム住宅販売（エステムじゅうたくはんばい）は、大阪市中央区に本社を置くマンション販売会社。株式会社日商エステム（不動産会社）のグループ企業である。

## 概要
- 企業名： 株式会社エステム住宅販売
- 代表者： 代表取締役社長 大西 信裕
- 資本金： 9000万円
- 本社所在地： 大阪市中央区南船場2丁目9番14号

## 沿革
- 1999年（平成11年）2月  株式会社エステム住宅販売を設立。資本金3,000万円。
- 2000年（平成12年）8月  資本金を5,000万円に増資。
- 2005年（平成17年）2月  商号を株式会社大阪日商エステムに変更。資本金を9,000万円に増資。
- 2007年（平成19年）1月  商号を株式会社エステム住宅販売に変更。